# Das Labor des Grauens – The Freakmaker
Das Labor des Grauens – The Freakmaker (Originaltitel auch The Mutations) ist ein britischer Horrorfilm aus dem Jahr 1974. Unter der Regie von Jack Cardiff spielen neben Donald Pleasence, Tom Baker, Julie Ege und Brad Harris auch tatsächliche Mitglieder einer Sideshow. Die deutschsprachige Erstaufführung erfolgte 1988 auf Video.

## Handlung
Der Biologe Dr. Nolter ist am College Pflanzenspezialist und widmet sich hingebungsvoll Forschungen, bei denen er einigen seiner Studenten Operationen unterzieht, um Kreuzungen der DNA zwischen pflanzlichem und menschlichem Leben zu erzeugen. Die Ergebnisse dieses Handelns übergibt er Mr. Lynch, dem missgestalteten Leiter der Freakshow im nahegelegenen Vergnügungspark, der ihm auch beim "Überreden" der betroffenen Personen hilft, da er auf Heilung durch den Professor hofft.
Als der Amerikaner Redford eintrifft, fällt bald aus einer Studierendengruppe, die sich seiner annimmt und auch die Freakshow besucht hat, Tony dem Professor zum Opfer. Lynch versucht, nachdem ihn die Freaks seiner Show unter Leitung ihres Ansagers Mr. Burns als einen der ihren ansehen, sich als normaler Mensch zu beweisen und besucht eine Prostituierte. Die Nachforschungen Redfords führen zur Aufdeckung der Vorgänge, während sich Hedi des mutierten Tonys erwehren muss.

## Kritik
Das Lexikon des internationalen Films sah einen „niveauarme(n) Gruselfilm ohne jeden Anflug von Logik, der ein altes Thema mit verstaubten Horror-Klischees ausstattet und in den Jahrmarktszenen mißgebildete Menschen als Objekte eines menschenverachtenden Voyeurismus ausstellt.“
„Obwohl der Film so schlecht ist, dass er unfreiwillig komisch wird, wohnt ihm auch eine bestimmte Grausamkeit inne“, bemerkt TVGuide.

## Bemerkungen
Der 1973 gedrehte Film ist vom Klassiker Freaks aus dem Jahr 1932 deutlich inspiriert. Eine Szene, in der die Freaks des Filmes zusammen feiern und den Leiter der Show als „einen von uns“ bezeichnen, ist direkt übernommen.
Sich selbst spielen folgende Sideshow-Mitglieder: Die Kleinwüchsigen Tony Mayne, Molly Tweedlie und Kathy Kitchen, Lesley Roose (eine an Magersucht leidende „Skinny Lady“), Fay Bura (eine Frau mit Bart), O.T. (ein „menschliches Nadelkissen“), Madge Garnett (eine „Affenfrau“), Willie Ingram (der seine Augäpfel unnatürlich weit hervorstülpen kann) und die verwachsenen Hugh Bally und Félix Duarte. Die „Alligatorfrau“ Esther Blackmon (1926–2003) litt an Ichthyose. Michael Dunn, ebenfalls kleinwüchsig, war ein bekannter Schauspieler. Er starb kurz nach Beendigung der Dreharbeiten.
Der Jahrmarkt des Films steht im Battersea Park.